# Samuel Adalberg
Samuel Adalberg (ur. w 1868 r w Warszawie, zm. 10 listopada 1939 tamże) – polski historyk żydowskiego pochodzenia, paremiolog, folklorysta i wydawca tekstów staropolskich.

## Życiorys
Urodził się 21 czerwca 1867 w Warszawie. Był przedstawicielem zasymilowanej żydowskiej inteligencji warszawskiej. Ukończył gimnazjum w Warszawie. Studiował na kilku wyższych uczelniach w Europie Zachodniej, m.in. filozofię i historię w Berlinie i Paryżu. Następnie pracował jako urzędnik w banku Hipolita Wawelberga, a także jako zarządca jego dóbr. Pracował również w prywatnym biurze statystycznym Jana Gotliba Blocha w celu badania warunków życia Żydów w Polsce i Rosji.
Adalberg zasłynął przede wszystkim jako twórca pierwszego wydanego w Polsce zbioru paremiograficznego, Księgi przysłów, przypowieści i wyrażeń przysłowiowych polskich, która ukazywała się w latach 1889–1894 dzięki sfinansowaniu edycji przez Witolda Zglenickiego uzyskanych za pośrednictwem Kasy Mianowskiego. Dzieło to zawierające ponad 3000 przysłów podstawowych i drugie tyle wariantów, było podsumowaniem dorobku czterech stuleci w dziedzinie paremiologii. Dzięki niemu większość materiałów, sięgających nieraz średniowiecza i przeważnie zawartych w niedostępnych rękopisach, stała się własnością powszechną. Poszerzone i na nowo opracowane wznowienie ukazało się w latach 1969–1978 jako czterotomowa Nowa księga przysłów i wyrażeń przysłowiowych polskich (tzw. Nowy Adalberg) pod redakcją Juliana Krzyżanowskiego. Adalberg przetłumaczył także 580 przysłów żydowskich z kolekcji Ignacego Bernsteina, które opublikował w 1890 roku jako Przysłowia żydowskie w czasopiśmie „Wisła”.
W uznaniu zasług otrzymał członkostwo w Akademii Umiejętności. Stał na czele powołanej przez Hipolita Wawelberga i Szymona Askenazego fundacji pomagającej ubogim studentom żydowskim, działającej przy Uniwersytecie Jana Kazimierza we Lwowie.
Po odzyskaniu niepodległości przez Polskę został dyrektorem departamentu do spraw żydowskich przy Ministerstwie Wyznań Religijnych i Oświecenia Publicznego. Był też radnym m. st. Warszawy.
Na początku II wojny światowej popełnił samobójstwo. Został pochowany na cmentarzu żydowskim przy ulicy Okopowej w Warszawie. Położenie jego grobu nie jest znane.

## Wybrane publikacje
- 1887: Słownik przysłów, przypowieści i wyrażeń przysłowiowych polskich[1]
- 1890: Przysłowia żydowskie
- 1891: Przysłowia polskie i krytyka
- 1894: Księga przysłów, przypowieści i wyrażeń przysłowiowych polskich